# 23176 Missacarvell
23176 Missacarvell este un asteroid din centura principală de asteroizi.

## Descriere
23176 Missacarvell este un asteroid din centura principală de asteroizi. A fost descoperit pe 7 mai 2000 la Socorro, New Mexico, în cadrul proiectului LINEAR. Asteroidul prezintă o orbită caracterizată de o semiaxă mare de 2,72 ua, o excentricitate de 0,06 și o înclinație de 2,3° în raport cu ecliptica.